# Antonio Gargano
Antonio Gargano (Taranto, 18 luglio 1947 – Napoli, 7 aprile 2024) è stato un filologo, critico letterario e ispanista italiano.

## Biografia
Allievo di Alberto Varvaro, si laureò nel 1976 in Lettere moderne presso l'Università degli Studi di Napoli Federico II, con una tesi in Filologia romanza su “I tempi verbali nel Libro del Buen Amor”.  
Dal 1977 al 1983 insegnò come professore incaricato di Lingua e letteratura italiana presso la Facultat de Filologia dell'Università di Barcellona. Successivamente, dal 1983 al 1993, ricoprì diversi ruoli presso la Facoltà di Lettere e filosofia dell'Università degli Studi della Basilicata dove insegnò Lingua e letteratura spagnola prima come professore a contratto (1983-1987), poi come professore associato (1987-1990), e infine come professore ordinario (1990-1993). Dal 1993 fu professore ordinario presso l'Università degli Studi di Napoli Federico II, inizialmente di Letteratura comparata e, dal 1995 fino al 2023, di Letteratura spagnola. Nel 2024 fu insignito del titolo di professore emerito presso il medesimo ateneo.
Fu accademico corrispondente della Real Academia Española e della Reial Acadèmia de Bones Lletres de Barcelona.
Autore di circa duecento pubblicazioni, concentrò la propria attività di ricerca sulla letteratura spagnola medievale e moderna, con monografie, edizioni e saggi sull'epica medievale, sul romanzo sentimentale quattrocentesco, sulla letteratura dei Re Cattolici —con particolare attenzione alla Celestina— sulla poesia rinascimentale e barocca —in particolare Garcilaso de la Vega— sul romanzo picaresco, con studi ed edizioni dedicati al Lazarillo de Tormes e al Buscón di Francisco de Quevedo. Si occupò inoltre della poesia e e della narrativa spagnola tra Otto e Novecento.
Muore il 7 aprile 2024 all'età di 77 anni.

## Opere

### Monografie
- Fonti, miti, topoi. Cinque studi su Garcilaso, Napoli, Liguori, 1988.
- Con accordato canto. Studi sulla poesia tra Italia e Spagna nei secoli XV-XVII, Napoli, Liguori, 2005.
- La sombra de la teoría. Ensayos de literatura hispánica del “Cid” a “Cien años de soledad”, Ediciones Universidad de Salamanca, 2007.
- Le arti della pace. Tradizione e rinnovamento letterario nella Spagna dei re cattolici, Napoli, Liguori, 2008.
- La ley universal de la vida: desorden y modernidad en "La Celestina" de Fernando de Rojas, Madrid-Francoforte, Iberoamericana-Vervuert, 2020.
- Del Lazarillo a Alberti. Ensayos de literatura, entre tradición e interpretación, Berlino, Peter Lang, 2023.
- Con aprendido canto: tradiciones poéticas y perspectivas ideológicas en el cancionero amoroso de Garcilaso de la Vega, Madrid-Francoforte, Iberoamericana-Vervuert, 2023.

### Curatele
- Il viaggio nella letteratura occidentale tra mito e simbolo, a cura di A. Gargano e M. Squillante, Napoli, Liguori, 2005.
- Fra Italia e Spagna. Napoli crocevia di culture durante il vicereame, a cura di P. Civil, A. Gargano, M. Palumbo, E. Sánchez García, Napoli, Liguori, 2011.
- "Difícil cosa el no escribir sátiras". La sátira en verso en la España de los Siglos de Oro, a cura di M. D'Agostino, A. Gargano, F. Gherardi, Vigo, Academia Editorial del Hispanismo, 2012.
- «Però convien ch'io canti per disdegno». La satira in versi tra Italia e Spagna dal Medioevo al Seicento, a cura di A. Gargano, Napoli, Liguori, 2012.
- Sei lezioni per Francesco Orlando. Teoria e ermeneutica della letteratura, a cura di P. Amalfitano e A. Gargano, Ospedaletto, Pacini, 2014.
- "Y si a mudarme a dar un paso pruebo". Discontinuità, intermittenze e durate nella poesia spagnola della modernità, a cura di A. Gargano e G. Schiano, Pisa, ETS, 2015.
- La fine del Rinascimento nelle letterature europee, a cura di A. Gargano, Pisa, Pacini, 2016.
- Le maschere del picaro. Storia di un personaggio e di un genere romanzesco, a cura di A. Gargano, Pisa, Pacini, 2020.

### Edizioni
- Juan de Flores, Triunfo de Amor, edizione critica, introduzione e note di Antonio Gargano, Pisa, Giardini, 1981.
- Lazarillo de Tormes, traduzione, edizione critica, introduzione e commento di Antonio Gargano, Venezia, Marsilio, 2017.

### Opere tradotte in castigliano
- La literatura en tiempos de los Reyes Católicos, Madrid, Gredos, 2012.
- Con canto acordado. Estudios sobre la poesía entre Italia y España en los siglos XV-XVII, Universidad de Sevilla. Secretariado de Publicaciones, 2012.